# Häck (trädgård)

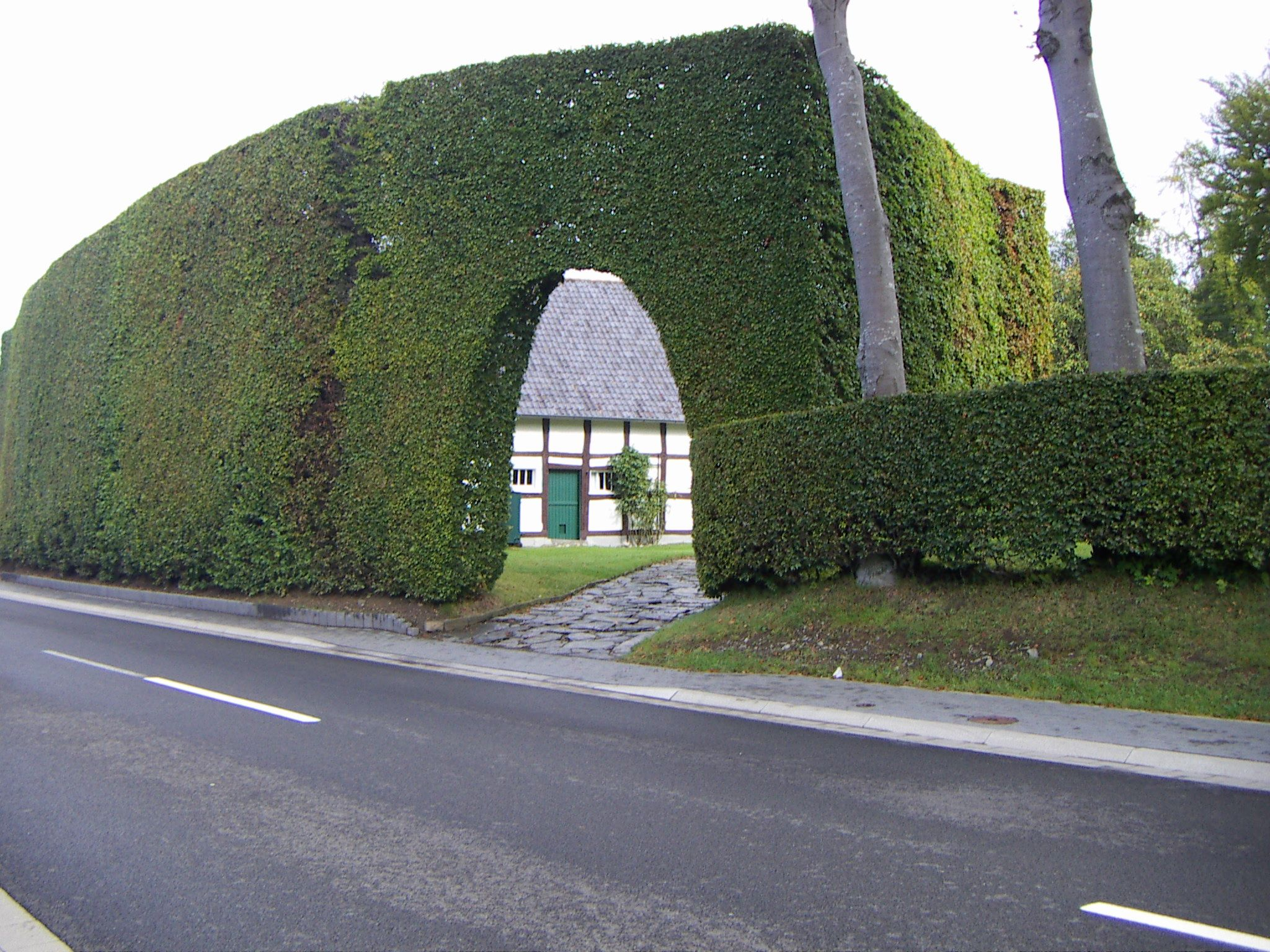
Häck

En häck är en rad av plantor som vanligtvis är av samma sort, och inramar, eller avdelar en trädgård. Några exempel på häckväxter är oxel, korgvide, rundhagtorn.
Häckar kan fylla flera olika syften i en trädgård. De kan givetvis hållas för sin egen skönhet, men är också praktiska eftersom de kan erbjuda avgränsning, insynsskydd och bullerminskning, samt dölja ett staket eller en otrevlig utsikt. 
Det svenska ordet häck är närbesläktat med engelskans hedge och tyskans Hecke och betyder ursprungligen inhägnad. Ordet kommer från samma rot som det svenska ordet hage och det nederländska ordet haag. Man skiljer vanligen på klippta och oklippta häckar inom trädgårdskonsten. Oklippta häckar tar upp mer plats i trädgården, men det är å andra sidan ofta lättare att få oklippta häckar att producera vackra blommor eftersom deras växtsätt är mer naturligt. 
Häckar har sett mycket olika ut genom historiens gång och de olika häcktrenderna har växlat fram och tillbaka. De första häckarna anlades troligen för att hålla människor och djur borta från odlad mark. Det finns häckar i England som uppskattningsvis har stått på samma plats i över 700 år. Under 1500-talet blev det mycket populärt att använda sig av klippta träd för att skapa häckar och alléer i italienska och franska trädgårdar, och därifrån spred sig modet ut över Europa. Versailles slottsträdgård är en av de mest kända trädgårdarna där man fortfarande kan finna denna typ av häck.
Fram till det tidiga 1600-talet var även så kallade parterrer moderna i Europa. En parterr är en mycket strikt del av en trädgård där upphöjda rabatter omges av hårt klippta häckar eller prydnadssten. Det brukar även finnas grusgångar och hela området är anlagt i vackra mönster för att se tilltalande ut även uppifrån. Ofta skulle en parterr
beundras från en upphöjd plats, till exempel en terrass eller balkong. Vissa parterrer har blommor, medan andra fokuserar helt på vackra häckar samt gräsbevuxna ytor och liknande. Om du idag vill besöka en parterr kan du exempelvis bege dig till Drottningholms slott utanför Stockholm.
Under 1700-talet och 1800-talet svängde häckmodet och trädgårdarna skulle se mer naturliga ut. De strikt klippta häckarna övergavs, och det är därför ovanligt att i Europa stöta på till exempel häcklabyrinter som överlevt från de strikta trädgårdarnas högtidsperiod. De labyrinthäckar man ser idag är ofta sådana som anlagts på nytt efter att det vildvuxna häckmodet svalnat. 
Under det tidiga 1900-talet blev det i Europa modernt med häckar som använde sig av en blandning av olika barrväxter. Bokhäckar ansågs också mycket moderiktiga, och anlades flitigt i de klimat där de kunde växa.